# Uitlanders

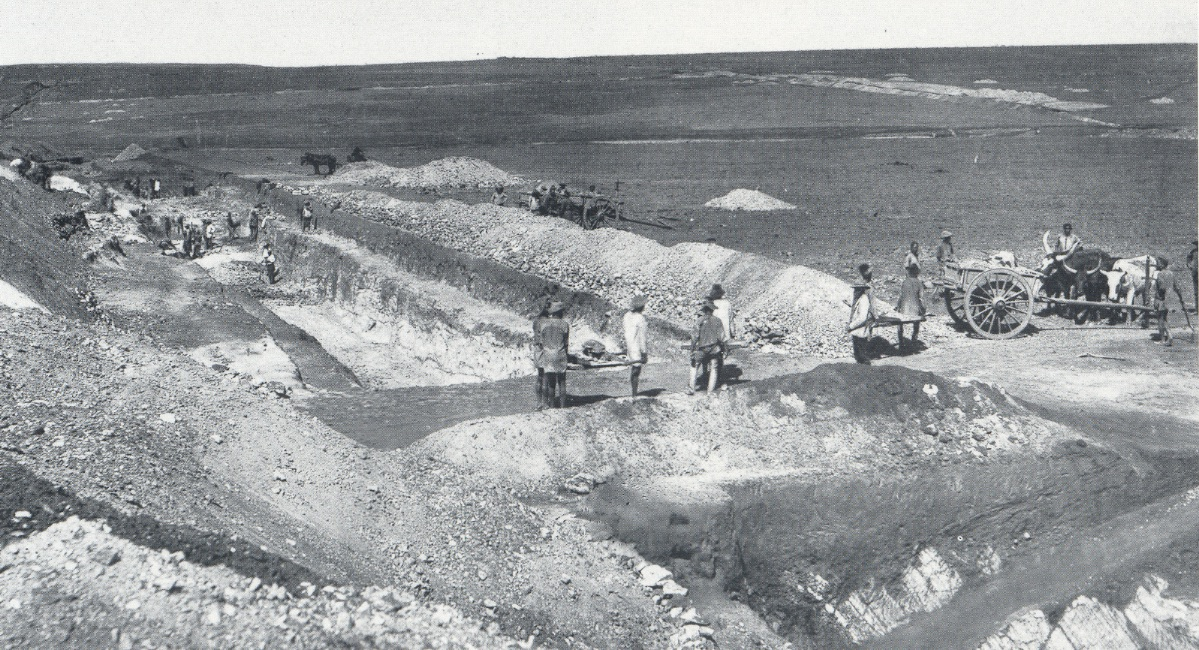
Goudmijnwerkers in Johannesburg

Uitlanders (letterlijk: buitenlanders) is een term die gebruikt werd om buitenlanders en nieuw aangekomen kolonisten in de Oranje Vrijstaat en Transvaal te beschrijven.

## Geschiedenis
Na de vondst van goud bij Witwatersrand ontstond er een goudkoorts en een enorme migratie van voornamelijk Engelstaligen naar de Transvaal, die zich vestigden in Johannesburg. Op een gegeven moment bestond driekwart van de blanke bevolking van deze republieken uit uitlanders. President Paul Kruger zag de uitlanders als een noodzakelijk kwaad; Transvaal onderging een economische groeispurt maar de Boeren waren nu een minderheid in eigen land. Om zijn volk te beschermen gaf hij de uitlanders daarom geen stemrecht en zware belastingen.
Deze ongelijkheden werden gebruikt om de Jameson Raid en de Tweede Boerenoorlog te verantwoorden.